# Cziráky család
A cziráki és dénesfalvi gróf Cziráky család egy Árpád-korból származó, magyar főnemesi család.

## Története
A család a Sopron vármegye területén fekvő Cirák községről vette a nevét, a Vezekény nemzetségből származik. Első ismert őse Póka vagy Pál, akit 1247-ben említenek. Az ő egyik fiától származnak a Czirákyak. Cziráky Mátyás 1567-ben királyi adománylevelet kapott, melyben régi családi birtokaik tulajdonjogát erősítette meg az uralkodó. 1620-ban Cziráky Mózes bárói, 1723-ban József pedig grófi rangot kapott. A családtagok nagy része Dénesfalva és Lovasberény községekben élt.

## Nevezetes családtagok
- Cziráky Antal (1772–1852) országbíró, történetíró
- Cziráky Béla (1852–1911) Fejér vármegye főispánja, főudvarnagy
- Cziráky János (1818–1884) bíró, tárnokmester, a főrendiház alelnöke
- Cziráky József (1883–1960) politikus, huszártiszt, Sopron vármegye főispánja
- Cziráky Mózes (?–1627) királyi személynök, törvénytudó

## Kastélyaik
A családnak Lovasberényben, Kenyeriben és Dénesfán volt kastélya.

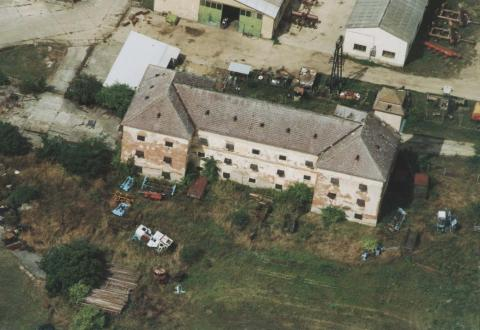
a kenyeri Cziráky-kastély
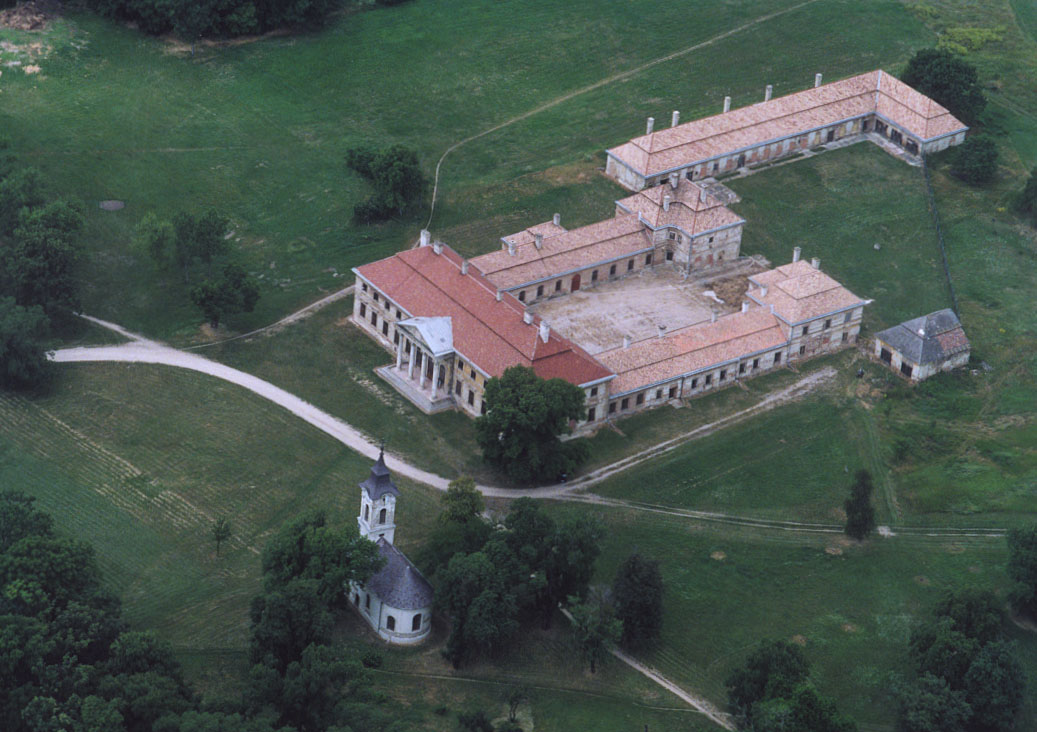
a lovasberényi Cziráky-kastély
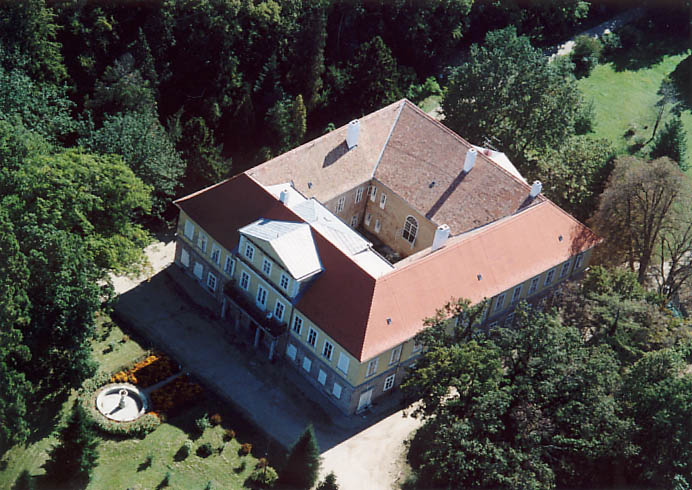
a dénesfai Cziráky-kastély